# Atelier-Musée du Chapeau
L'Atelier-Musée du Chapeau, également appelé La Chapellerie, est un musée français situé dans la commune de Chazelles-sur-Lyon, en région Auvergne-Rhône-Alpes. Installé dans une ancienne usine, ce musée de France est consacré à la valorisation du patrimoine chapelier, la commune ayant été la capitale française du chapeau de feutre en poil de lapin.

## Histoire
Créé en 1983 sous l'appellation de Musée du Chapeau, il devient Atelier-Musée du Chapeau en déménageant, en 2013, dans l'ancienne usine Fléchet, édifice inscrit monument historique depuis 1999, devenu site de La Chapellerie.

## Muséographie
Au sous-sol, l'exposition permanente reconstitue une fabrique de chapeaux de feutre dans les années 1920. Toutes les étapes de fabrication sont expliquées grâce, notamment, à des  machines en fonctionnement, récupérées dans différentes usines de la commune, et à des démonstrations de mise en forme d'un chapeau.
À l'étage, une galerie de plus de 400 chapeaux présente l'histoire du couvre-chef depuis le Moyen-Âge jusqu'aux créations actuelles de haute couture[source secondaire souhaitée].

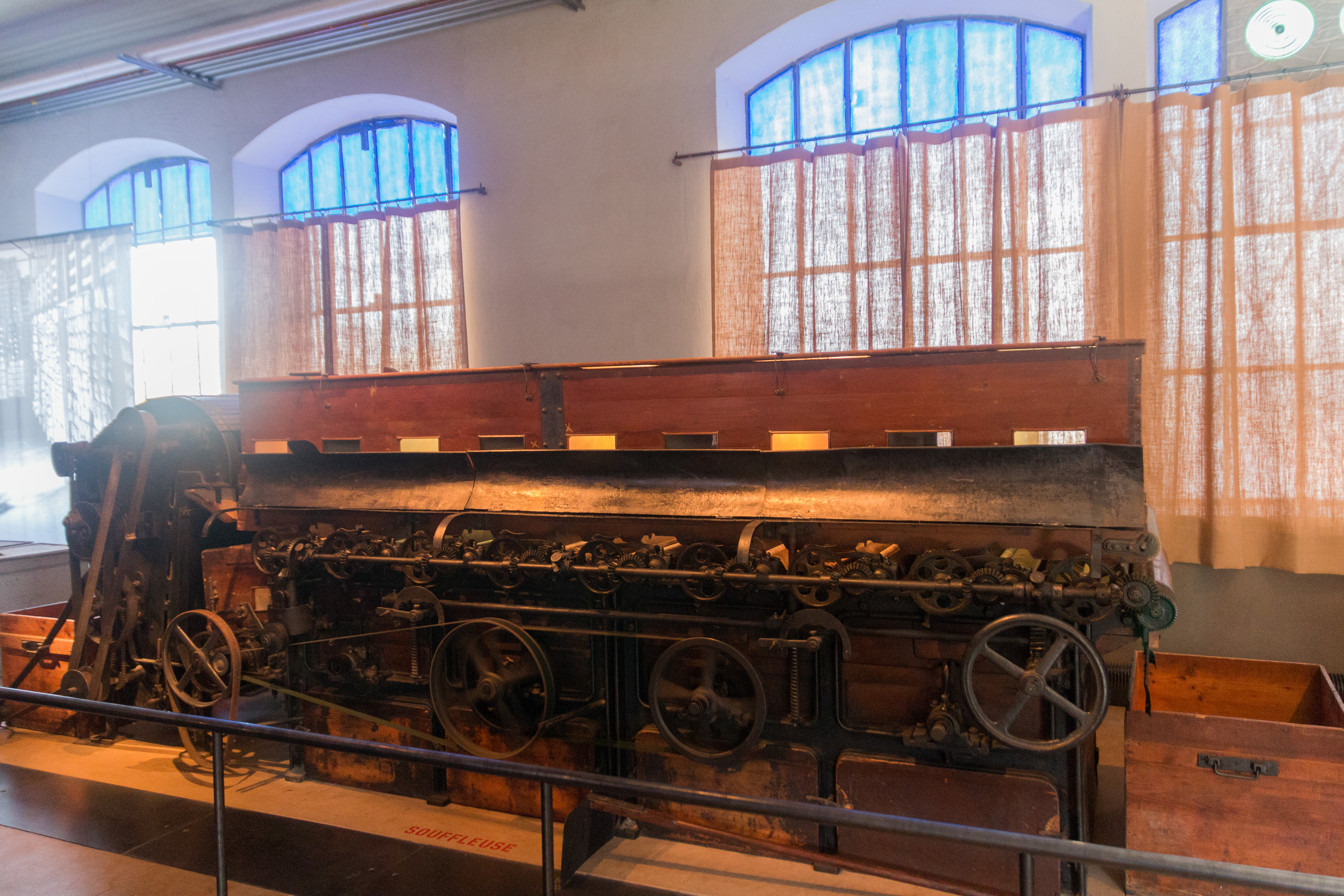
Souffleuse.
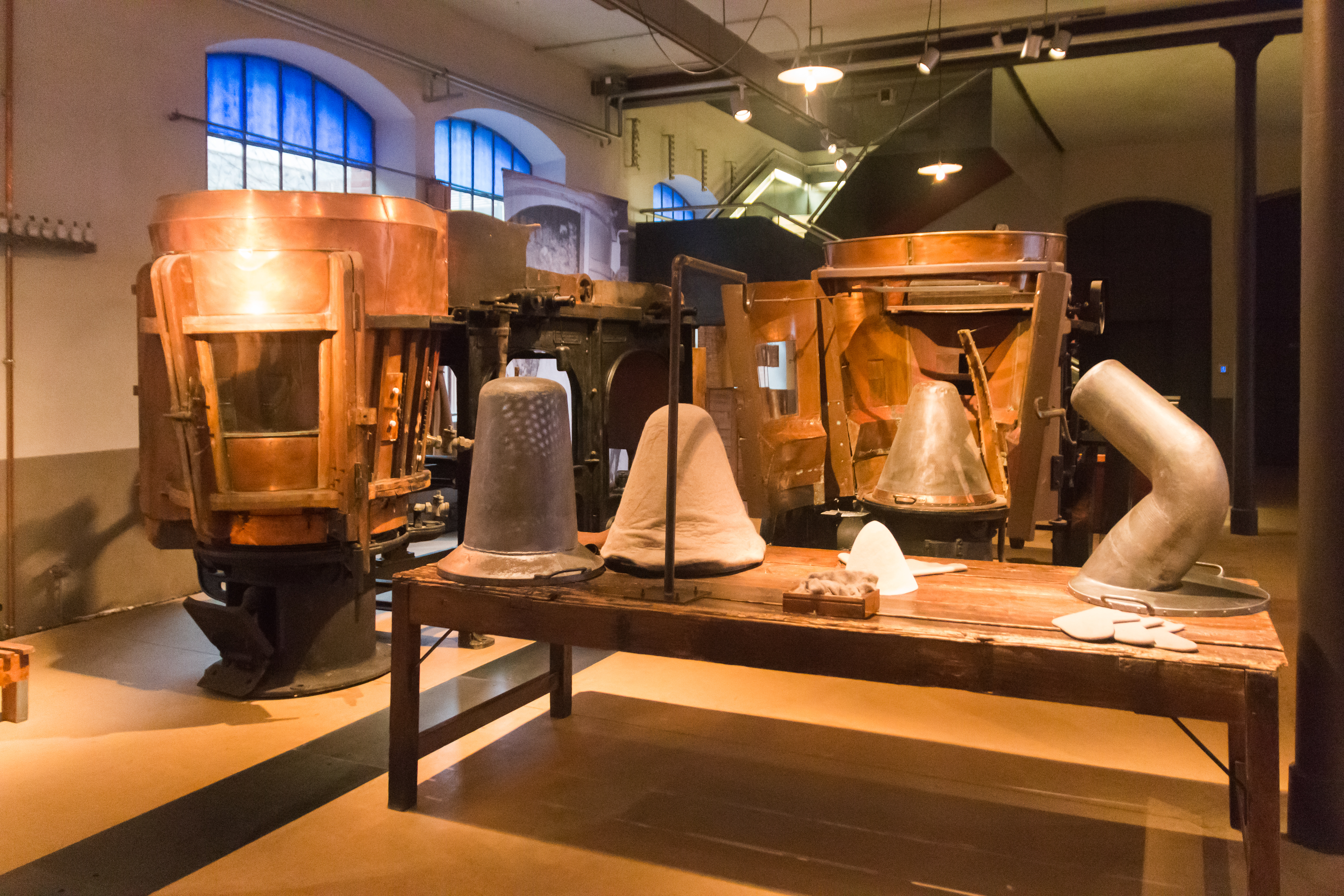
Atelier de fabrication de cônes.
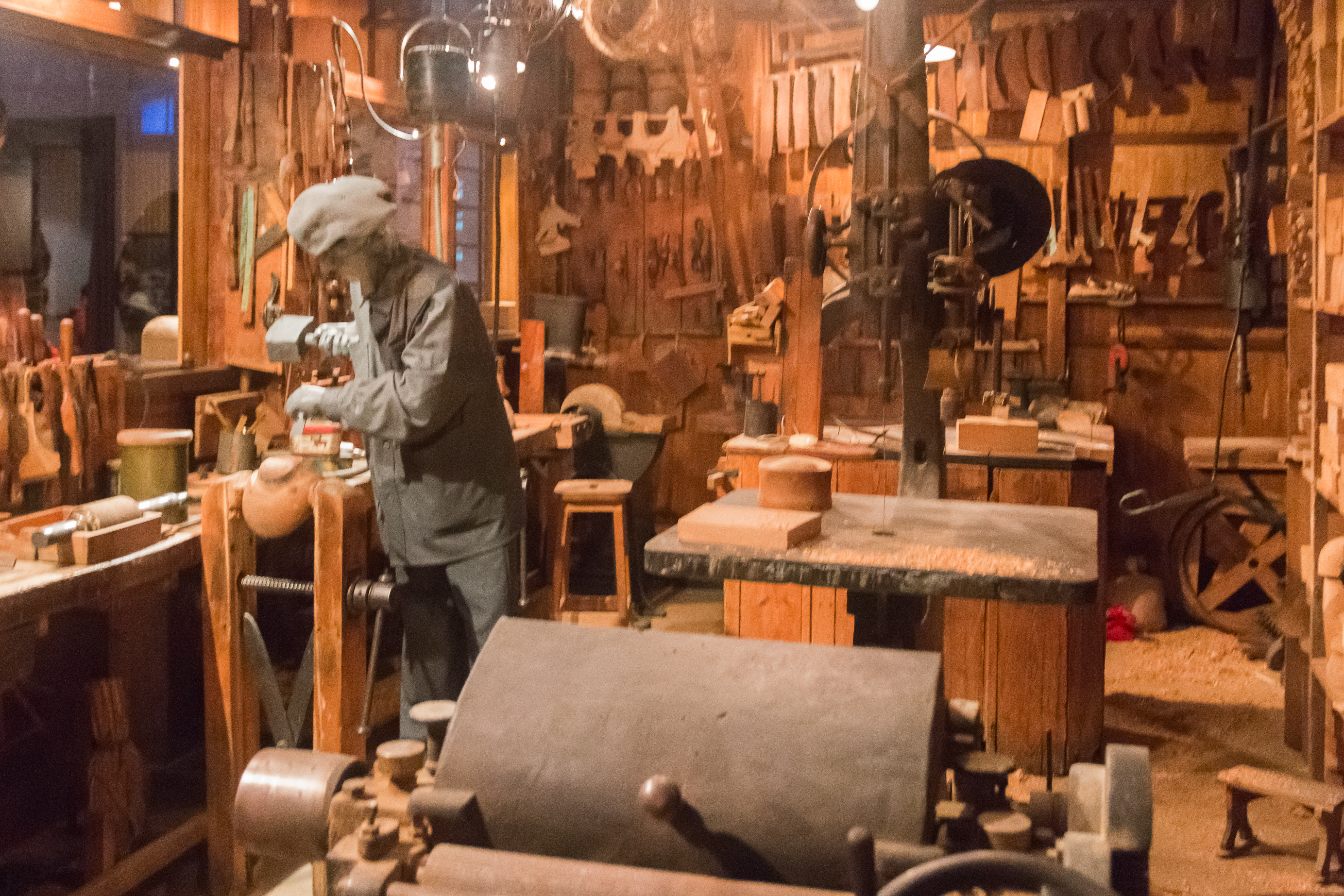
Atelier de formier.
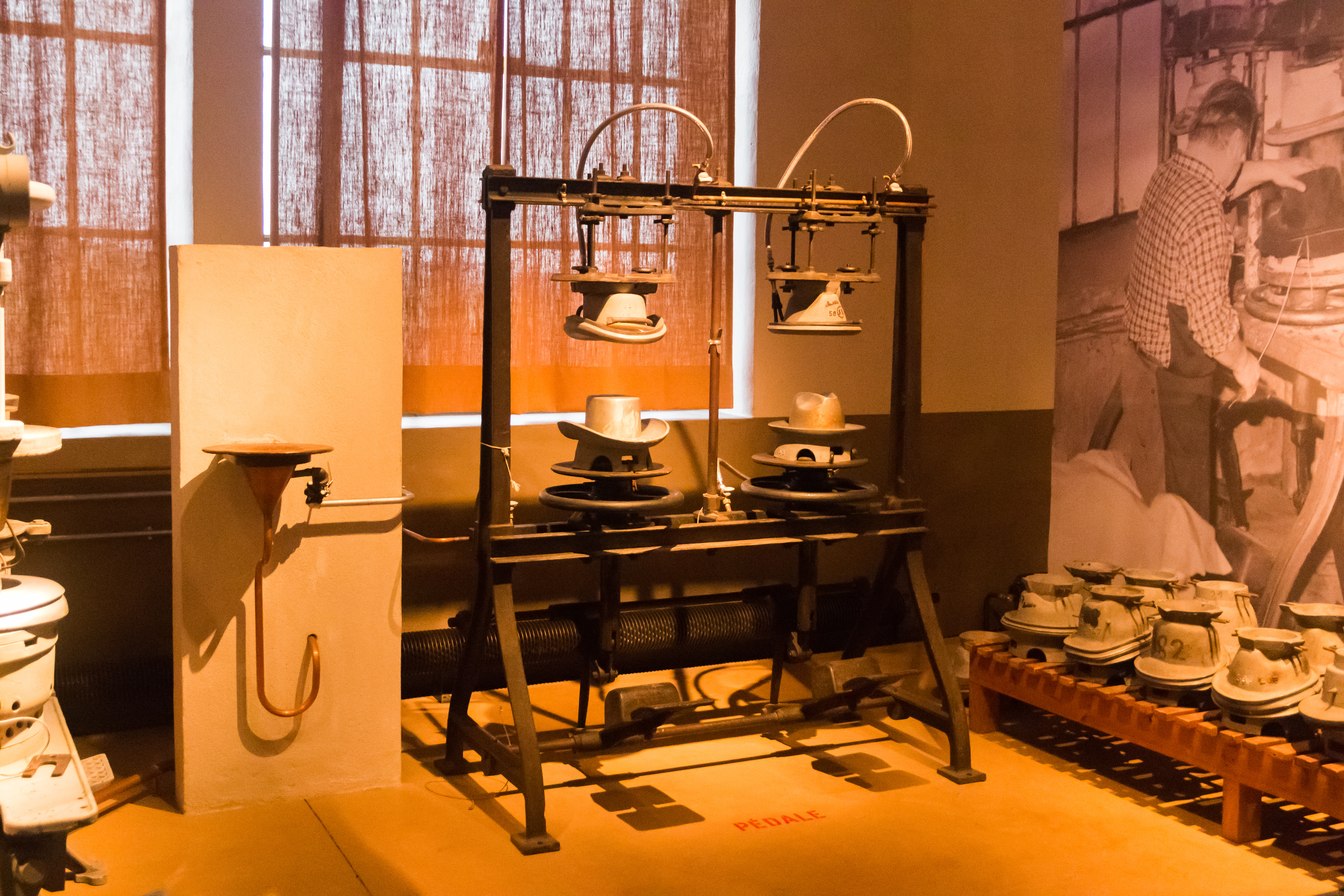
Formage mécanique.

## Fréquentation
| Année | Entrées gratuites | Entrées payantes | Total |
| ----- | ----------------- | ---------------- | ----- |
| 2001  | 2823              | 19977            | 22800 |
| 2002  | 3137              | 17780            | 20917 |
| 2003  | 3203              | 15387            | 18590 |
| 2004  | 0                 | 17687            | 17687 |
| 2005  | 2991              | 14432            | 17423 |
| 2006  | 2919              | 12784            | 15703 |
| 2007  | 5025              | 10927            | 15952 |
| 2008  | 4311              | 10614            | 14925 |
| 2009  | 4184              | 10610            | 14794 |
| 2010  | 3638              | 10486            | 14124 |
| 2011  | 4371              | 10286            | 14657 |
| 2012  | 2631              | 8598             | 11229 |
| 2013  | 10219             | 16051            | 26270 |
| 2014  | 6996              | 18860            | 25856 |
| 2015  | 5030              | 19619            | 24649 |
| 2016  | 6700              | 15683            | 22383 |
| 2017  | 5878              | 16992            | 22870 |
| 2018  | 5611              | 15716            | 21327 |